# Tuliu
Tuliu (simbol Tm) este elementul chimic cu numărul atomic 69. Tuliul este un metal din grupa pământurilor rare. Ca și alte lantanide, este maleabil și ductil la temperatura ambiantă. Se oxidează puțin în aerul uscat.

## Denumirea
Numele său derivă din grecescul Thule, care semnifica „țară nordică”. Este denumirea Scandinaviei, în care s-a găsit gadolinita, mineral în care Per Teodor Cleve l-a descoperit în 1879, în același timp cu holmiul.  
Originar, simbolul era „Tu”, dar apoi simbolul stabilit a fost „Tm”, de la Thulium.

## Caracteristici
Este cel mai rar dintre pământurile rare (0,007 % în monazit); sub formă de metal, este mult mai scump decăt aurul.
Tuliul natural este format exclusiv din izotopul stabil169Tm.
- Masa atomică: 168,93421 g/mol
- Densitatea la 20 °C: 9,32 g/cm³
- Punctul de topire: 1545 °C
- Punctul de fierbere: 1727 °C